# Ринониктерові
Ринониктерові (Rhinonycteridae) — родина кажанів. Ніколь Фолі зі співавторами проаналізували велику базу молекулярних даних і з'ясували філогенетичні відносини всередині родин Rhinolophidae і Hipposideridae. Філогенетичні аналізи продемонстрували парафілію найбільшого роду, Hipposideros. Дослідження підтримали підвищення підтриби Rhinonycterina до рівня родини Rhinonycteridae. Родина Rhinonycteridae відокремилась від Hipposideridae приблизно 39 млн.р.т. Африці.